# Amobi Okoye
Amobi Okoye (Anambra, 10 giugno 1987) è un giocatore di football americano nigeriano che gioca nel ruolo di defensive tackle per i Dallas Cowboys della National Football League (NFL). Fu scelto nel corso del primo giro (10º assoluto) del Draft NFL 2007 dagli Houston Texans. Al college ha giocato a football all'Università di Louisville.

## Carriera professionistica

### Houston Texans

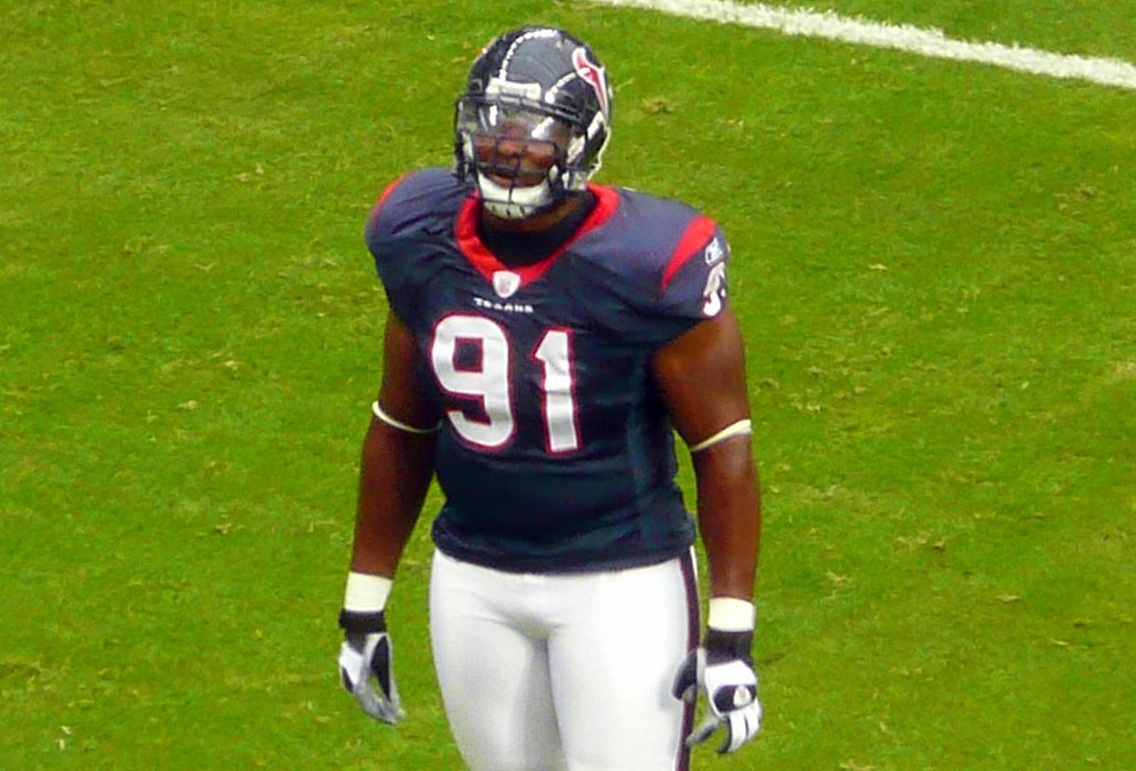
Okoye nel 2007 coi Texans.

Okoye fu scelto come decimo assoluto nel Draft 2010 dagli Houston Texans, a soli 19 anni il più giovane giocatore della storia ad essere scelto nel draft. Il 26 luglio firmò un contratto di cinque anni con la franchigia. Con la sua prima presenza da titolare, Okoye divenne il più giovane giocatore ad apparire in una gara della NFL dal 1967. Alla fine di settembre fu premiato come miglior rookie difensivo del mese, dopo aver guidato la AFC con 4 sack. Fu il più giovane giocatore ad aggiudicarsi tale premio.
Il 30 luglio 2011, dopo quattro stagioni a Houston, fu svincolato.

### Chicago Bears
Il 30 luglio 2011, Okoye firmò un contratto coi Chicago Bears con cui nella stagione successiva disputa tutte le 16 partite della stagione, una sola come titolare, mettendo a segno 27 tackle e 4 sack. Dopo aver passato la pre-stagione 2012 nel roster dei Tampa Bay Buccaneers, Amobi fece ritorno ai Bears con cui nel 2012 disputò 9 partite con 12 tackle.

### Dallas Cowboys
Dopo avere passato la stagione 2013 fuori dai campi di gioco, il 16 maggio 2014, Okoye firmò coi Dallas Cowboys.

## Palmarès
- Rookie difensivo del mese: 1

settembre 2007
- PFWA All-Rookie Team - 2007

## Statistiche
| Tackle     | 177  |
| Sack       | 16,0 |
| Intercetti | 0    |

Statistiche aggiornate alla stagione 2013